# Brandbu kommun
Brandbu kommun (norska: Brandbu kommune) var en kommun i Oppland fylke i Norge. Kommunen omfattade den norra delen av nuvarande Grans kommun samt en mindre del av nuvarande Vestre Totens kommun och gränsade till Buskerud fylke i väster samt Akershus fylke i öster. Orten Brandbu utgjorde kommunens centralort.

## Administrativ historik
Brandbu kommun upprättades den 1 januari 1897 genom utbrytning ur Grans kommun. Kommunen hade 4 719 invånare vid upprättandet.
Den 1 januari 1962 gick kommunen åter upp i Grans kommun. Kommunens hade då 6 477 invånare.
Den 1 januari 1964 överfördes en del av den tidigare kommunen Brandbu (ett område ved södra änden av sjön Einavatnet med 12 invånare) från Grans kommun till Vestre Totens kommun.